# Gediminas
Gediminas, född på 1270-talet, död 1341, var storfurste av Litauen och efterträdde 1316 Vytenis. 

## Biografi
Under Gediminas ledarskap expanderade Litauen in på vitryskt och ukrainskt område. Enligt traditionen skall Gediminas ha grundat Vilnius. Han fick hela tiden kämpa mot Tyska orden i Ostpreussen och Livland. Han lät Litauen alliera sig med Polen och sökte 1322 stöd hos Påven för att därigenom förebygga Tyska ordens ständiga anfall. Ordens intriger tillintetgjorde dock hans försök.

## Familj
Gediminas var troligen bror till Vytenis, och är i så fall son till storfursten Butvydas. Han hade minst fem döttrar och sju söner.